# Edwardsina affinis
Edwardsina affinis är en tvåvingeart som beskrevs av Peter Zwick 1977. Edwardsina affinis ingår i släktet Edwardsina och familjen Blephariceridae. Inga underarter finns listade i Catalogue of Life.